# Лысак, Ангелина Викторовна
Ангелина Викторовна Лысак (укр. Лисак Ангеліна Вікторівна, род. 12 января 1998) — украинская спортсменка, борец вольного стиля, призёр чемпионата мира 2022 года и чемпионатов Европы 2020, 2021 и 2024 годов. 

## Биография и спортивная карьера
На международных соревнованиях выступает с 2014 года. Чемпионка Европы среди юниоров 2018 года. 
На чемпионате мира среди спортсменов не старше 23-х лет в 2019 году в городе Будапеште, в весовой категории до 59 кг, завоевала бронзовую медаль.
В феврале 2020 года на чемпионате континента в итальянской столице, в весовой категории до 59 кг Ангелина в схватке за бронзовую медаль победила спортсменку из Германии Лауру Мертенс и завоевала бронзовую медаль взрослого чемпионата Европы.
На чемпионате Европы 2021 года, который проходил в апреле в Варшаве, в весовой категории до 57 кг, с этого турнира польская спортсменка завоевала серебряную медаль. В ноябре 2021 года выиграла Чемпионат мира до 23 лет в Сербии.